# رويديرا (سيوداد ريال)
بلدية رويديرا (بالإسبانية: Ruidera)‏، هي إحدى بلديات مقاطعة سيوداد ريال إحدى مقاطعات إسبانيا، والتي تقع في منطقة قشتالة لا منتشا وسط إسبانيا.
يبلغ عدد سكانها 627 نسمة وفقاً لإحصائية سنة (2007).